# Corona 95
Corona 95 – amerykański satelita rozpoznawczy do wykonywania zdjęć powierzchni Ziemi. Dwudziesty statek serii KeyHole-4A tajnego programu CORONA. Jedna z kamer przestała działać po 102. okrążeniu Ziemi. Statek przenosił również detektory promieniowania w postaci płyt z emulsją jądrową.